# Fernando Delfim da Silva
Fernando Delfim da Silva (Bissau, 13 de maio de 1956) é um diplomata e político guineense.

## Biografia
É licenciado em Filosofia pela Universidade Estadual de Leningrado na antiga União das Repúblicas Socialistas Soviéticas em 1990 e estudou economia e relações internacionais na Universidade Lusíadas de Lisboa, em 2002.
Em 1990, foi Director Geral de Administração e Finanças para a Presidência do Conselho de Estado.  Foi Secretário de Estado da Cultura, Desportos e Juventude, uma posição que ele ocupou pela primeira vez em 1991. Ministro da Educação Nacional em 1993, Secretário de Estado dos Transportes e Comunicação em 1994. Ministro dos Negócios Estrangeiros, Cooperação Internacional e Comunidades de 2013 a 2014, cargo que ele também exerceu de 1996 a 1998.[carece de fontes?] Foi conselheiro do Presidente da República sobre assuntos políticos e diplomáticos entre 2002 e 2005.
Em julho de 2017 foi nomeado Representante Permanente da República da Guiné-Bissau junto da Organização das Nações Unidas pelo Presidente José Mário Vaz. No 23 de Julho 2020, foi exonerado da função de representante permanente da Guiné-Bissau junto das Nações Unidas.